# Buenavista, Villa de Arista
Buenavista är en ort i Mexiko.   Den ligger i kommunen Villa de Arista och delstaten San Luis Potosí, i den centrala delen av landet, 400 km nordväst om huvudstaden Mexico City. Buenavista ligger 1 621 meter över havet och antalet invånare är 200.
Terrängen runt Buenavista är en högslätt. Runt Buenavista är det ganska glesbefolkat, med 23 invånare per kvadratkilometer. Närmaste större samhälle är San José del Arbolito, 5,3 km öster om Buenavista. Omgivningarna runt Buenavista är i huvudsak ett öppet busklandskap.